# 阿波罗登月舱

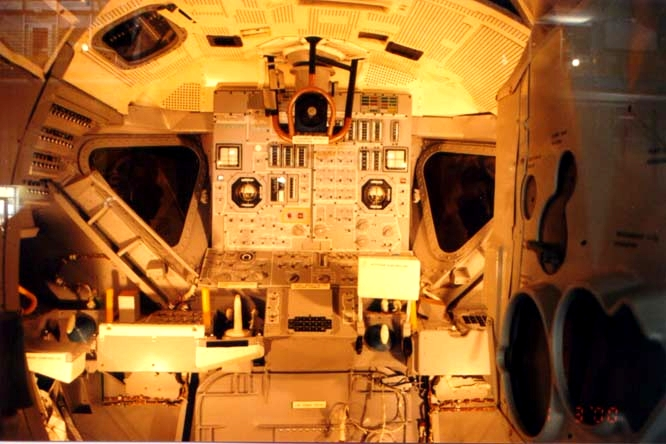
登月艙駕駛儀表及前窗

阿波罗登月舱（英語：Apollo Lunar Module）是阿波罗宇宙飞船登月直接登月的部分，由美国的阿波罗计划为达到登月并成功返回而建。登月舱又被其制造商称作“LM”（月面模組），也叫做“LEM”（登月模組）。
登月舱的设计目标是在6.65立方米的空间内容纳两名宇航员。登月舱共6.4米高，4.3米宽，有四个支撑脚。登月舱由上升级和下降级组成；登月舱的总质量，以降落部分(10,334千克)为主，达15,264千克。

## 历史
选择阿波罗登月舱的原因是因为国家航空航天局决定采用月球轨道集合方案（LOR），而不是月面直接起飞方案或者地球轨道集合方案（EOR）（其他对接集合方案参见选择任务模式）。直接起飞方案和地球轨道集合方案都将整个阿波罗飞船降落在月球上；在决定使用月球轨道集合方案之后，就有必要制造一艘可到达月面的独立飞船。
登月舱的生产合同由格鲁曼飞机工程公司获得，还有一些转包商。格鲁曼公司从1950年代末就开始研究空间对接，并在1962年重新开始此项研究。1962年7月，有11家公司应邀为登月舱进行投标。到同年9月时，9家公司提交了标书，格鲁曼公司在同月最终赢得了合同。预计合同额为3.5亿美元。最开始有4家分包商：贝尔航空系统（上升级发动机）、哈密尔顿标准公司（环境控制系统）、马夸特（姿态控制系统）和洛克达因（下降级发动机）。
登月舱上的基本导航、飞行与控制系统（PGNCS）是由麻省理工大学仪表实验室开发的。导航计算机是由雷瑟奥恩公司制造。在阿波罗指令/服务舱中有一部与之类似的导航系统。备用的任务中止导航系统（AGS）是由TRW开发的。
1970年4月，登月舱水瓶座号在阿波罗13号任务中意外的扮演了挽救三名宇航员（指令长小詹姆斯·洛威尔、指令/服务舱飞行员约翰·斯威格特和登月舱飞行员弗莱德·海斯）的角色。在由电路短路引起的指令舱氧气罐过热并爆炸后，水瓶座号便开始作为救生船一直到返回地球轨道，期间水瓶座号的电池还为指令舱上至关重要的返回电池充电以确保宇航员可以在1970年4月17日进入大气层并安全降落。登月舱上的下降发动机本来是用来在下降至月面时减速用的，但在阿波罗13号任务中却被用来在绕月飞行时加速飞船以进入返回航线。阿波罗13号事故中登月舱系统共为3名宇航员提供了90小时的生命保障，而它的设计能力只是2名宇航员，45小时。（详见阿波罗13号）。

## 登月舱规格
登月舱中的下降级中包括了登月装备、雷达天线、降落火箭引擎、以及降落所需的燃料。下降级上还带有几个装载其他货物的隔间，比如阿波罗月面实验包、移动仪器推车（阿波罗14号）、月球车（阿波罗15号、阿波罗16号和阿波罗17号）、月面摄像机、月面工具和月面样品采集箱。
而且登月纪念牌也安装在下降级的爬梯上。
起飞部分包括舱盖、反应控制系统、雷达和通信天线、起飞火箭引擎以及回到月球轨道并与指令/服务舱对接所需的燃料。
- 规格：(Baseline LM)
  - 上升级：
    - 乘员: 2人
    - 成员舱容积: 6.65 m³   (235 ft³)
    - 高：3.76米
    - 直径：4.2米
    - 最大燃料装载量: 4,670千克
    - 舱内气壓: 100%氧气250毫米汞柱(33 kPa)
    - 供水: 2个19.3公斤(42.5磅)水罐
    - 冷却剂: 11.3公斤(25磅)乙二醇乙酸酯/水溶液
    - 反作用力控制系统推进剂量: 287公斤(633磅)
    - 反作用力控制系统推进器:16个推进器，4套，每套4个，每个提供445N推力
    - 反作用力控制系统推进剂: N2O4/UDMH（四氧化二氮/偏二甲肼）
    - 反作用力控制系统比冲量: 2.84 kN·s/kg
    - 上升级推进系统推进剂量: 2353公斤(5187磅)
    - 上升级推进系统推进器: 15.6kN (3,500 lbf)
    - 上升级推进剂: N2O4/航空肼50 (四氧化二氮/偏二甲肼、联氨混合物)
    - APS pressurant: 2个2.9公斤氦气罐，罐压21MPa
    - 发动机比冲: 3.05 kN·s/kg
    - 推重比:  0.34 lbf/lb (3.3 N/kg)
    - ΔV: 2,220 m/s (7,280 ft/s)
    - 电池: 2套296 A·h银锌电池
    - 电源: 28V直流电, 115V 400Hz交流电

上升级发动机的推力在地球上小于重力，但在月球上足够将上升级送入月球轨道。
- - 下降级：
    - 高：3.2米
    - 直径：4.2米
    - 支撑腿跨度: 9.4 m   (30.8 ft)
    - 最大燃料装载量: 10,334 kg   (22,783 lb)
    - 供水: 1个151公斤水罐
    - 供电: 2套296 A·h银锌电池(次系统)
    - 推进剂量: 8,165 kg   (18,000 lb)
    - 下降级推进系统推力: 可调范围为45.04 kN (10,125 lbf)～4.56 kN (1025 lbf)
    - 下降级推进系统推进剂: N2O4/航空肼50 (四氧化二氮/偏二甲肼、联氨混合物)
    - DPS pressurant: 1个22 kg超临界氦罐，罐压10.72 kPa.
    - 发动机比冲: 3050 N·s/kg
    - ΔV: 2,470 m/s   (8,100 ft/s)

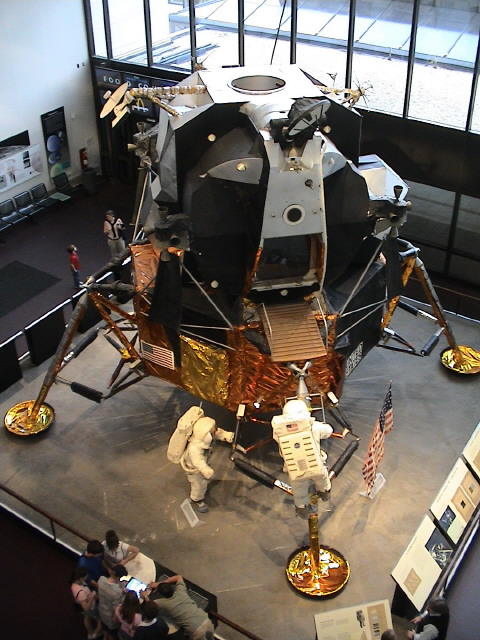
保存在国家航空航天博物馆里的登月舱（LM-2）

    - 电池: 4套400 A·h银锌电池

## 生产的登月舱
| 呼号         | 使用                                                      | 发射日期                                                  | 目前位置                                                                                                 |
| ------------ | --------------------------------------------------------- | --------------------------------------------------------- | --- |
| LM-1         | 阿波罗5号                                                 | 1968年1月22日                                             | 返回地球大气层                                                                                           |
| LM-2         | 未执行过飞行任务                                          | 未执行过飞行任务                                          | 在华盛顿哥伦比亚特区的国家航空航天博物馆展出 。                                                          |
| LM-3 蜘蛛    | 阿波罗9号                                                 | 1969年3月3日                                              | 返回地球大气层                                                                                           |
| LM-4 史努比  | 阿波罗10号                                                | 1969年5月18日                                             | 下降级撞击月球；上升级在绕日轨道飞行                                                                     |
| LM-5 鹰      | 阿波罗11号                                                | 1969年7月16日                                             | 下降级遗留在月球表面静海基地；上升级被抛弃在绕月轨道，最终撞击月球                                       |
| LM-6 无畏    | 阿波罗12号                                                | 1969年11月14日                                            | 下降级遗留在月球表面；上升级最终撞击月球                                                                 |
| LM-7 水瓶座  | 阿波罗13号                                                | 1970年4月11日                                             | 在斐济上空返回地球大气层                                                                                 |
| LM-8 心大星  | 阿波罗14号                                                | 1971年1月31日                                             | 下降级遗留在月球表面；上升级最终撞击月球                                                                 |
| LM-9         | 从未执行过飞行任务                                        | 从未执行过飞行任务                                        | 在肯尼迪航天中心（阿波罗/土星五号中心）展出                                                              |
| LM-10 猎鹰   | 阿波罗15号                                                | 1971年7月26日                                             | 下降级遗留在月球表面；上升级最终撞击月球                                                                 |
| LM-11 猎户座 | 阿波罗16号                                                | 1972年4月16日                                             | 下降级遗留在月球表面；上升级最终撞击月球                                                                 |
| LM-12 挑战者 | 阿波罗17号                                                | 1972年12月7日                                             | 下降级遗留在月球表面；上升级最终撞击月球                                                                 |
| LM-13        | 从未执行过飞行任务（LM-13是为阿波罗计划的后期飞行准备的） | 从未执行过飞行任务（LM-13是为阿波罗计划的后期飞行准备的） | 部分由格鲁曼公司制造，其余部分由纽约长岛的航空发源地完成并展出在那里                                     |
| LM-14        | 从未执行过飞行任务（LM-14是为阿波罗计划的后期飞行准备的） | 从未执行过飞行任务（LM-14是为阿波罗计划的后期飞行准备的） | 未制造完成；据无法证实的消息称：在费城的富兰克林学院展出的登月舱中包含LM-14的部分部件和LTA-3的部分部件。 |
| LM-15        | 从未执行过飞行任务（LM-15是为阿波罗计划的后期飞行准备的） | 从未执行过飞行任务（LM-15是为阿波罗计划的后期飞行准备的） | 报废 |

## 登月卡车
阿波罗登月卡车是一个不载人的单独的下降级，其设计荷载为5公吨。阿波罗卡车的设计目的是向永久月球基地输送器材和给养，但实际上一直到现在也从未建立一个月球基地。最早设想的方案是：由土星5号火箭将阿波罗卡车和一整组阿波罗宇航员一起送入月球轨道，并将阿波罗卡车引导着降落在基地附近，再由月球基地上的宇航员把货物卸下“卡车”，最后送货的宇航员返回地球。

## 科幻中的登月舱
在夏恩·约翰逊的小说《冰》中，出现过以登月舱和登月卡车为原型的飞船，小说描写了一次想象中的阿波罗19号悲剧：登月卡车由土星IB运载火箭运往月球并在预订降落场降落，之后执行J任务的阿波罗宇航员驾驶传统的登月舱精准的降落在登月卡车附近 （让人想起皮特·康拉德在阿波罗12号任务中的降落），之后登月舱LM-13号的上升级引擎发生故障而无法点燃，最终把2名宇航员困在月球上——事实上在阿波罗计划中从来没发生过这样的事。

## 后继者
牵牛星号 (Altair) ，即以前的月面着陆器 (LSAM)，是NASA的星座计划中的登月舱。